# Vaxmora
Vaxmora est un district de la commune de Sollentuna. Elle est dans l'aire urbaine liée à la ville de Stockholm et d'un point vue statistique comptabilisée dans l'Unité urbaine de Stockholm.

## Torp de Vaxmora
Les Torps (sv) (chalet d'été) de Vaxmora, contrairement à ceux de la plupart des autres villages des alentours ont été entretenus par les habitants de la région et constituent une destination de choix pour les excursions en montagne.

## École de Vaxmora
L'école de Vaxmora a des élèves depuis les classes préscolaires jusqu'à la sixième année. En plus de l'école, il y a aussi un terrain de football et un court de tennis.